# Sinfonie Orchester Biel Solothurn
Das Sinfonie Orchester Biel Solothurn (SOBS) ist das Orchester der Städte Biel und Solothurn (Schweiz), gegründet 1969 In seinen Anfängen stark durch die Arbeit mit den Schweizer Dirigenten Armin Jordan und Jost Meier geprägt, wird das SOBS seit der Spielzeit 2012/13 von Kaspar Zehnder geleitet. Seit einer Fusion 2012/13 mit dem Theater Biel-Solothurn ist das SOBS Teil der Stiftung Theater Orchester Biel Solothurn.

## Portrait
Im Mittelpunkt der künstlerischen Arbeit stehen die Sinfoniekonzerte in Biel und Solothurn. Neben einer intensiven Pflege des klassischen Repertoires, gilt ein besonderes Interesse der Musik des 20. und 21. Jahrhunderts. Zahlreiche Orchesterwerke, u. a. von Edward Rushton, Urs Peter Schneider, Cécile Marti, Daniel Andres, Jean-Luc Darbellay und Hanns Eisler, sowie Opern von Christian Henking, Jost Meier, Martin Derungs, Martin Markun oder Benjamin Schweitzer wurden vom Sinfonie Orchester Biel Solothurn zur Uraufführung gebracht.
Neben den Sinfoniekonzerten und den Opernproduktionen von Theater Orchester Biel Solothurn präsentiert das Orchester, Kammerkonzerte, Konzerte für Senioren und Kleinkinder, sowie die alljährlich unter freiem Himmel stattfindenden Sommerkonzerte mit Nachwuchsmusikerinnen und -musikern aus der ganzen Schweiz.
Die Anerkennung des Sinfonie Orchester Biel Solothurn spiegelt sich auch in der Liste der eingeladenen Gastkünstler wider: International renommierten Dirigenten wie Lawrence Foster, Matthias Bamert, Nathalie Stutzmann, Augustin Dumay, José van Dam, Arabella Steinbacher, Heinz Holliger, Milan Horvat, Maxim Vengerov, Marcello Viotti, Gábor Takács-Nagy, Natalia Gutmann, Louis Lortie, Patricia Kopatchinskaja, Misha Maisky, Feng Ning, Renaud und Gautier Capuçon sowie Giovanni Bellucci zeugen von der hohen künstlerischen Qualität des Orchesters.
Gastspiele führten das Sinfonie Orchester Biel Solothurn u. a. nach Österreich zum «Carinthischen Sommer» und dem «Feldkirch Festival», zu den Martinů Festtagen in Basel, zum Musikfestival Bern, zum Festival International de musique de Besançon und an das Music Chapel Festival in Brüssel.
Diverse CD-Einspielungen stiessen national und international auf positives Echo. 2015 startete das Sinfonie Orchester Biel Solothurn bei den Labels CPO und Outhere Music eine neue Serie mit Aufnahmen wenig bekannter Komponisten der Romantik wie Robert Radecke, Ferdinand Thierot, Josef Rheinberger und Robert Volkmann.

## Uraufführungen (Auswahl)
Orchesterwerke:
- Jean-Luc Darbellay: Bassklarinetten-, Flöten- und Hornkonzerte / «Belena» Melodramatisches Konzert für eine Sprecherin und Orchester mit einem Text von François Debluë (ein fiktiver Brief von Robert Walser über Jean-Jacques Rousseau) und einem anregenden, reflektierenden Monolog von Guy Krneta
- Andreas Pflüger: Doppelkonzert für Bandoneon und Cembalo
- Philippe Fénelon: Konzertarien
- Edward Rushton: «The City»
- Urs Peter Schneider: «Achtsamkeit» / «Amen»
- Hermann Meier: Kleine Elegie / Fünftes Orchesterstück
- Jost Meier: Suite Concertante / «Bieler Stadtratssitzung» / «Adullam» / Konzert für Violoncello und Orchester
- Stefans Grové: «Figures in the mist»
- Daniel Andres: Konzert für Cello und Orchester / Violinkonzert  / Sonate für 18 Solostreicher  / «…alors la nuit se change en lumière» / Sinfonietta / Orchesterstücke 1, 2, 3 / Klavierkonzert
- John Glenesk Mortimer: «The Ancient Mariner»
- Hanns Eisler: Musik zum Film «Grapes of Wrath»

Opern:
- Daniel Andres: «Die Nachtigall der Tausend Geschichten»
- Jost Meier: «Pilger und Fuchs» / «Marie und Robert»
- Martin Derungs und Martin Markun:«Anna Göldi»
- Benjamin Schweitzer:  «Jakob von Gunten»
- Christian Henking: «Figaro¿»

## Diskografie
- Schindler’s List: Alexandre Da Costa, Violine; Thomas Rösner, Leitung; Werke von John Williams und Ernest Bloch, ATMA Classique ACD2 2579
- Max Bruch: Alexandre Da Costa, Violine; Gilad Karni, Viola; Thomas Rösner, Leitung; Werke von Max Bruch, Guild GMCD 7338
- Haydn Arias: Jane Archibald, Sopran; Thomas Rösner, Leitung; Werke von Joseph Haydn, ATMA Classique ACD2 2664
- Robert Radecke – Orchesterwerke: Kaspar Zehnder, Leitung; Werke von Robert Radecke, CPO